# Pierre Aubert de Vincelles
 (avril 2009).
Si vous disposez d'ouvrages ou d'articles de référence ou si vous connaissez des sites web de qualité traitant du thème abordé ici, merci de compléter l'article en donnant les références utiles à sa vérifiabilité et en les liant à la section « Notes et références ».
Pour les articles homonymes, voir Aubert de Vincelles.
Pierre Aubert de Vincelles, né le 27 juillet 1926[Où ?] et décédé le 12 novembre 1953, est un militaire français.

## Biographie
Il est issu d’une ancienne famille d’officiers des armées françaises, 
Il intègre Saint-Cyr en 1947. Sous lieutenant le 1er octobre 1949, il suit pendant un an les cours de l’École d’Application de Saumur et se porte volontaire pour l’Extrême-Orient. Il est nommé lieutenant le 1er octobre 1951 et affecté au Régiment d'infanterie Coloniale du Maroc. Apprécié par ses hommes et par sa hiérarchie[réf. nécessaire], il est tué, à Dinh Xuyen, Hanoï (Tonkin) le 12 novembre 1953. Il a été déclaré « mort pour la France ».
Quelques jours avant, le 7 novembre, il venait d'être décoré Chevalier de la Légion d’honneur[réf. nécessaire].
Le quartier Aubert de Vincelles à Strasbourg ou se trouve l'état-major du corps européen a été nommé en son honneur. 
Il est le parrain de promotion de la Corniche Brutionne 2002-2004 du Prytanée national militaire.